# Dysanabatium femoralis
Dysanabatium femoralis – gatunek chrząszcza z rodziny kusakowatych i podrodziny żarlinków (Paederinae).
Gatunek ten opisany został w 1931 roku przez Malcolma Camerona jako Domene femoralis.
Ciało długości 7,2 mm, czarne. Nasadowa część ud wąsko ceglasta. Pierwszy człon czułków czarny, następne ciemnoceglaste. Głowa gęściej urzeźbiona niż u D. jacobsoni. Skronie za szyją wyraźnie kanciaste. Rzeźba na pokrywach chropowata, złożona z nieregularnych nabrzmień i zagłębień, a punkty na nich ułożóne w płytkie rzędy podłużne. U samca ósmy sternit odwłoka szeroko obrzeżony i z zębem środkowym, a edeagus z dłuższym niż u D. jacobsoni brzusznym ostrzem i zakrzywionym, smukłym wierzchołkiem. 
Chrząszcz endemiczny dla Indii, znany wyłącznie z Asamu (wzgórza Naga).